# Equipos ciclistas españoles en 2006
Relación de equipos ciclistas españoles en la temporada 2006.

## Equipos ProTeam
- Caisse d'Epargne-Illes Balears
- Euskaltel-Euskadi
- Liberty Seguros-Würth/Astana
- Saunier Duval-Prodir

## Equipos Profesionales Continentales
- 3 Molinos Resort
- Andalucía-Paul Versan
- Comunidad Valenciana
- Kaiku
- Relax-GAM

## Equipos Continentales
- Extremadura-Spiuk
- Grupo Nicolás Mateos
- Massi
- Orbea
- Viña Magna-Cropu

| Predecesor: Equipos ciclistas españoles en 2005 | Equipos ciclistas españoles 2006 | Sucesor: Equipos ciclistas españoles en 2007 |

- Datos: Q5835099